# 晏弱
晏弱（前635年—前556年），中国春秋时期齐国政治人物，谥为桓，故称晏桓子，为宋穆公的曾孙，因宋国内乱而到齐国避难。前592年，他作为齐国使臣之一，参加晋国发起的诸侯会议，遭扣留，后来放回。前568年，齐灵公命他从东阳攻打莱国，并於次年灭掉了莱国。前556年，晏弱去世，其子晏婴继承其职务。